# John Sadri
John Sadri (Charlotte, 19 settembre 1956) è un ex tennista statunitense. Ha al suo attivo due titoli in singolare e tre in doppio nel circuito maggiore. Ha raggiunto la finale in un torneo del Grande Slam sia in singolare, all'Australian Open 1979, sia in doppio, all'Australian Open 1981. Le sue migliori classifiche mondiali sono state il 14º posto in singolare il 29 settembre 1980 e il 16º in doppio il 13 dicembre 1982.

## Carriera

### A livello universitario
Fino al 1978 è impegnato soprattutto con la North Carolina State University nei tornei universitari statunitensi della NCAA, della Intercollegiate Tennis Association (ITA) e della Atlantic Coast Conference (ACC). Vince due titoli in doppio nel 1976 e 1978 e due in singolare nel 1977 e 1978 della ACC. Si aggiudica due volte il titolo ITA All-American nel 1977 e 1978. Il 29 maggio 1978 è protagonista insieme a John McEnroe di una delle più memorabili finali NCAA. La sfida viene vinta da McEnroe dopo quattro ore per 7-6, 7-6, 5-7, 7-6, con un solo punto di differenza nel computo totale.

### Da professionista

#### 1978: top 100, un titolo Challenger in singolare e due in doppio, prima vittoria su un top 10
Dopo le fugaci apparizioni nel circuito ATP nel 1976, sconfitto in due set dal nº 10 del mondo Ken Rosewall a North Conway, e nel 1977, battuto in due set da Tony Roche a Charlotte, inizia a giocare stabilmente tra i professionisti nel giugno 1978. Quel mese vince il suo primo incontro battendo Christophe Freyss al Challenger di Shreveport e si spinge fino ai quarti di finale. Al successivo Challenger di Raleigh perde la finale del doppio in coppia con Tom Csipkay. Torna a cimentarsi nel circuito ATP a Washington e perde al primo turno da Eddie Dibbs mentre al torneo di doppio a Cleveland disputa la sua prima finale ATP in coppia con Tony Graham. A fine agosto esordisce con una vittoria agli US Open e al secondo turno supera per la prima volta un top 10 del ranking ATP, battendo in tre set il nº 7 del mondo Corrado Barazzutti prima di arrendersi a Colin Dowdeswell. Il mese dopo perde la finale del Challenger di Tinton Falls contro Sashi Menon ma vince la finale in doppio insieme a Keith Richardson. Subito dopo alza il suo primo trofeo da professionista in singolare battendo in due set Kevin Curren nella finale del Challenger di Lincoln, e si ripete in doppio ancora con Richardson. Grazie a questi risultati entra per la prima volta tra i top 100 del ranking in singolare e chiude la stagione al 93º posto, dopo essere stato 83º in novembre. Nella settimana a cavallo del capodanno del 1979 fa il suo esordio all'Australian Open e si spinge fino al terzo turno.

#### 1979: finale all'Australian Open e top 50
Nel periodo successivo arriva ai quarti nei tornei ATP di Baltimora e Little Rock. In maggio si aggiudica il Challenger di Raleigh battendo in finale in tre set Charles Owens. Al suo debutto a Wimbledon, nel secondo turno batte il nº 10 ATP José Higueras ed esce al turno successivo per mano di Sandy Mayer, mentre nel torneo di doppio arriva in semifinale con Tim Wilkison perdendo in 5 set dalla coppia Gottfried/Ramírez. Con Wilkison arriva alla finale ATP di North Conway ma si deve arrendere a Tiriac/Vilas che si impongono per 6-4, 7-6. Agli US Open Sadri non va oltre il secondo turno in singolare ma con Wilkison raggiunge i quarti in doppio. In autunno raggiunge le semifinali in entrambi i tornei ATP di Tokyo, perdendo rispettivamente da Terry Moor e Björn Borg, arrivando quindi ai quarti a Hong Kong. Chiude il 1979 al 45º posto mondiale, suo nuovo best ranking. La settimana dopo ottiene il risultato più significativo in carriera arrivando alla finale dell'Australian Open 1979, disputata il 2 gennaio 1980 contro il campione uscente Guillermo Vilas, che si conferma campione battendo Sadri 7-6, 6-3, 6-2; in doppio con Wilkinson si ferma in semifinale.

#### 1980: primo titolo ATP in singolare e in doppio, WCT finals e nº 14 del ranking ATP
Nella nuova classifica ATP del 7 gennaio, Sadri si trova in 28ª posizione. Il buon momento continua nel successivo Auckland Open dove conquista il suo primo titolo ATP battendo in finale Tim Wilkison per 6-4, 3-6, 6-3, 6-4. I due disputano la finale anche in doppio, perdendo in due set contro Feigl/Frawley. Un'ulteriore conferma arriva a Filadelfia con le vittorie su Vitas Gerulaitis, Stan Smith e Harold Solomon prima di piegarsi in quattro set al nº 3 del mondo McEnroe in semifinale. Chiude il suo grande mese di gennaio con i quarti di finale a Richmond, battuto di nuovo da Vilas. In marzo raggiunge i quarti anche a Memphis, Washington e Rotterdam, con i quali arriva al 19º posto del ranking.
Fanno seguito sei sconfitte consecutive tra le quali spiccano quelle contro Johan Kriek alle prestigiose WCT Finals e contro Van Winitsky alla sua prima e ultima apparizione al Roland Garros. In coppia con Wilkison si aggiudica in giugno il primo trofeo ATP in doppio al Manchester Open battendo in finale Dennis Ralston/Roscoe Tanner per 6-3, 6-4. In luglio disputa la semifinale a Newport e in agosto i quarti a Toronto, una serie di altri discreti risultati gli consentono di arrivare il 29 settembre alla 14ª posizione della classifica mondiale, che resterà il suo best ranking in carriera. In ottobre perde la finale a Melbourne con Wilkison contro Buehning/Taygan; la settimana dopo supera il nº 6 ATP Ivan Lendl nei quarti a Tokyo e in semifinale si arrende al nº 3 Jimmy Connors al tie-break del set decisivo. Dopo i quarti di finale a Sydney, chiude il 1980 al 16º posto del ranking, la miglior classifica di fine anno di tutta la carriera, e la settimana dopo arriva ai quarti dell'Australian Open, con la strada nuovamente sbarrata da Guillermo Vilas.

#### 1981: finale in doppio all'Australian Open
Inizia il 1981 con due quarti di finale raggiunti nei tornei ATP di Monterrey e Filadelfia. In marzo torna a disputare una finale del circuito maggiore a Denver e soccombe in due set al nº 4 ATP Gene Mayer. Nei tre mesi successivi gioca solo quattro tornei ed esce sempre al primo turno. In agosto torna a vincere un incontro sull'erba londinese del Queen's e si spinge fino alla semifinale contro Brian Gottfried, che si impone in due set. A Wimbledon non va oltre il terzo turno. Il finale di stagione non gli regala soddisfazioni, supera il secondo turno solo a San Francisco e a Hong Kong, mentre esce al primo turno agli US Open e all'Australian Open. Le cose vanno meglio in doppio, in coppia con Henry Pfister perde al tie-break decisivo la finale a Sydney contro McNamara/McNamee e soprattutto la finale all'Australian Open, persa in 3 set contro Edmondson/Warwick. La crisi di risultati in singolare lo porta all'inizio del 1982 al 48º posto del ranking. 

#### 1982: un titolo in singolare e due in doppio, nº 16 del ranking in doppio
Comincia bene la stagione con la finale di Città del Messico, nella quale si piega al quinto set a Tomáš Šmíd, e a fine gennaio arriva nei quarti a Filadelfia. In febbraio torna in una finale al Denver Open, superando tra gli altri il nº 5 ATP Jose-Luis Clerc al primo turno e il nº 11 Sandy Mayer in semifinale. Nell'atto conclusivo ha la meglio su Andrés Gómez con il punteggio di 4-6, 6-1, 6-4 e si aggiudica il secondo e ultimo trofeo ATP in singolare in carriera. Sulla scia di questo successo il 1º marzo torna nella top 30. Raggiunge i quarti di finale in marzo sul sintetico di Rotterdam e in maggio sulla terra battuta di Forest Hills a New York. La stagione sull'erba non gli frutta grandi risultati, in particolare esce al primo turno a Wimbledon con la sconfitta al quinto set subita da Steve Denton. Nella seconda parte della stagione arriva ai quarti sull'erba di Newport e in semifinale a Carlsbad in agosto. Nei sette tornei successivi vince in totale solo due incontri, uscendo al primo turno anche agli US Open. Si riprende all'Australian Open in dicembre, arrivando al quarto turno, e all'ultimo torneo stagionale di Sydney esce al terzo turno. Nel frattempo, in coppia con Andy Andrews aveva vinto due trofei ATP in doppio, in luglio avevano avuto la meglio in tre set nella finale di Newport su Ball/Frawley e in agosto nella finale dello Stowe Open avevano battuto in due set Fishbach/Fromm. Il 13 dicembre diventa il nº 16 del ranking in doppio.

#### 1983: tracollo nel ranking
Nei primi mesi del 1983 i successi di Sadri sono rari, a inizio anno è 32º del ranking ma quando vanno in scadenza i punti guadagnati l'anno prima a Denver si ritrova il 7 febbraio al 92º posto. A fine febbraio raggiunge i quarti a Monterrey in singolare e in doppio arriva in finale in coppia con Andrews. Inizia quindi una serie di sconfitte quasi ininterrotte, a Wimbledon esce al primo turno e agli US Open batte all'esordio Stan Smith, per poi venire eliminato da McEnroe che gli lascia 5 soli giochi. Al Ferrara Open in novembre ritrova una semifinale e viene sconfitto dal futuro vincitore del torneo Thomas Högstedt. Esce al primo turno anche agli Australian Open. Anche il resto della stagione in doppio è anonimo, ma si riscatta arrivando in semifinale con Andrews agli US Open.

#### 1984: quarti di finale a Wimbledon e ritorno nei top 30
Inizia il 1984 al 120º posto del ranking in singolare ma non gioca fino a marzo, rientra al Challenger di Vienna e arriva in finale, che perde da Jan Gunnarsson in due set ma che gli permette di rientrare nei top 100. Il recupero prosegue e in aprile vince il Challenger di Montreal, dopo il quale torna a concentrarsi sui tornei del circuito maggiore senza ottenere inizialmente risultati significativi. La serie negativa si interrompe a Wimbledon, dove al quarto turno sconfigge in 5 set il nº 18 ATP Vitas Gerulaitis prima di lasciare strada per l'ennesima volta al nº 1 del mondo McEnroe nei suoi primi quarti di finale disputati nello Slam londinese, che gli valgono il 40º posto del ranking. Conferma il buon momento a Newport raggiungendo la semifinale, persa contro Tim Mayotte dopo due tie-break. Sfiora l'impresa nei quarti del Cincinnati Open contro il nº 4 del mondo Mats Wilander; vince il tie-break del primo set e perde al tie-break il secondo prima di cedere 6-1 al terzo allo svedese che in finale piegherà McEnroe in due set. Tra i migliori risultati di fine stagione vi sono la semifinale a Honolulu in settembre, i quarti di finale a Hong Kong in ottobre, la semifinale a Treviso e il quarto turno all'Australian Open in novembre. Chiude il 1984 alla 29ª posizione del ranking in singolare mentre in doppio non ottiene grandi risultati in stagione e chiude alla 165ª.

#### 1985: ultima finale ATP
Nei primi tornei del 1985, Sadri non vince mai più di un incontro e per trovare un buon risultato deve aspettare marzo, quando a Rotterdam supera negli ottavi il nº 4 del mondo Wilander e si ferma nei quarti, eliminato da Smid. Subito dopo raggiunge i quarti anche a Milano. Dopo un'altra serie di tornei deludenti, in luglio torna a disputare una finale del circuito maggiore sull'erba di Newport superando il nº 20 ATP Scott Davis nei quarti e il nº 18 Tim Mayotte in semifinale. Il terzo titolo in carriera gli viene negato da Tom Gullikson, che lo sconfigge 6-3, 7-6. Nell'ultima parte della stagione non vince mai più di due incontri in un torneo, tra i risultati più importanti spicca la vittoria su Jimmy Arias a Tokyo; finisce l'anno al 46º posto nel ranking. In doppio il miglior torneo del 1985 è quello di Hong Kong, nel quale in coppia con Brad Gilbert si spinge fino in semifinale, persa 4-6, 7-6, 4-6 contro Drewett/Warwick.

#### 1986-1987: declino e ritiro
Nella prima parte del 1986 non vince mai più di una partita a torneo, in marzo strappa un set al nº 1 del mondo Ivan Lendl al primo turno di Boca Raton. In luglio supera per la prima volta in stagione il secondo turno a Wimbledon, battendo in 4 set il nº 19 ATP Johan Kriek prima di arrendersi a Matt Anger. In settembre si prende la rivincita su Anger al primo turno a San Francisco, supera quindi Jaime Yzaga e nei quarti subisce contro McEnroe la 12ª e ultima sconfitta nei 12 incontri disputati da professionista. In novembre esce definitivamente dai top 100. Vince il suo primo incontro del 1987 in febbraio a Memphis e in aprile disputa per l'ultima volta un quarto di finale del circuito maggiore a Seul. In giugno vince per l'ultima volta due incontri di fila al Queen's, prima di uscire per mano di Boris Becker. Disputa l'ultimo torneo dello Slam a Wimbledon e al primo turno ottiene la sua ultima vittoria da professionista lasciando solo 6 giochi al nº 81 ATP Johan Carlsson. Chiude la carriera a Newport perdendo al primo turno contro Vallis Wilder con il punteggio di 3-6, 6-7.

## Statistiche

### Singolare

#### Vittorie (2)
| Numero | Anno            | Torneo                  | Superficie | Avversario in finale | Punteggio               |
| 1.     | 7 gennaio 1980  | Heineken Open, Auckland | Cemento    | Tim Wilkison         | 6-3, 4-6, 6-4, 2-6, 6-2 |
| 2.     | 6 febbraio 1982 | Denver Open, Denver     | Sintetico  | Andrés Gómez         | 4-6, 6-1, 6-4           |

### Doppio

#### Vittorie (3)
| Numero | Data           | Torneo                                     | Superficie | Compagno     | Avversari in finale          | Punteggio     |
| 1.     | 8 giugno 1980  | Manchester Open, Manchester                | Erba       | Tim Wilkison | Dennis Ralston Roscoe Tanner | 6-3, 6-4      |
| 2.     | 11 luglio 1982 | Hall of Fame Tennis Championships, Newport | Erba       | Andy Andrews | Syd Ball Rod Frawley         | 3-6, 7-6, 7-5 |
| 3.     | 22 agosto 1982 | Stowe Open, Stowe                          | Cemento    | Andy Andrews | Mike Fishbach Eric Fromm     | 6-3, 6-4      |